# Francesca Pflüger

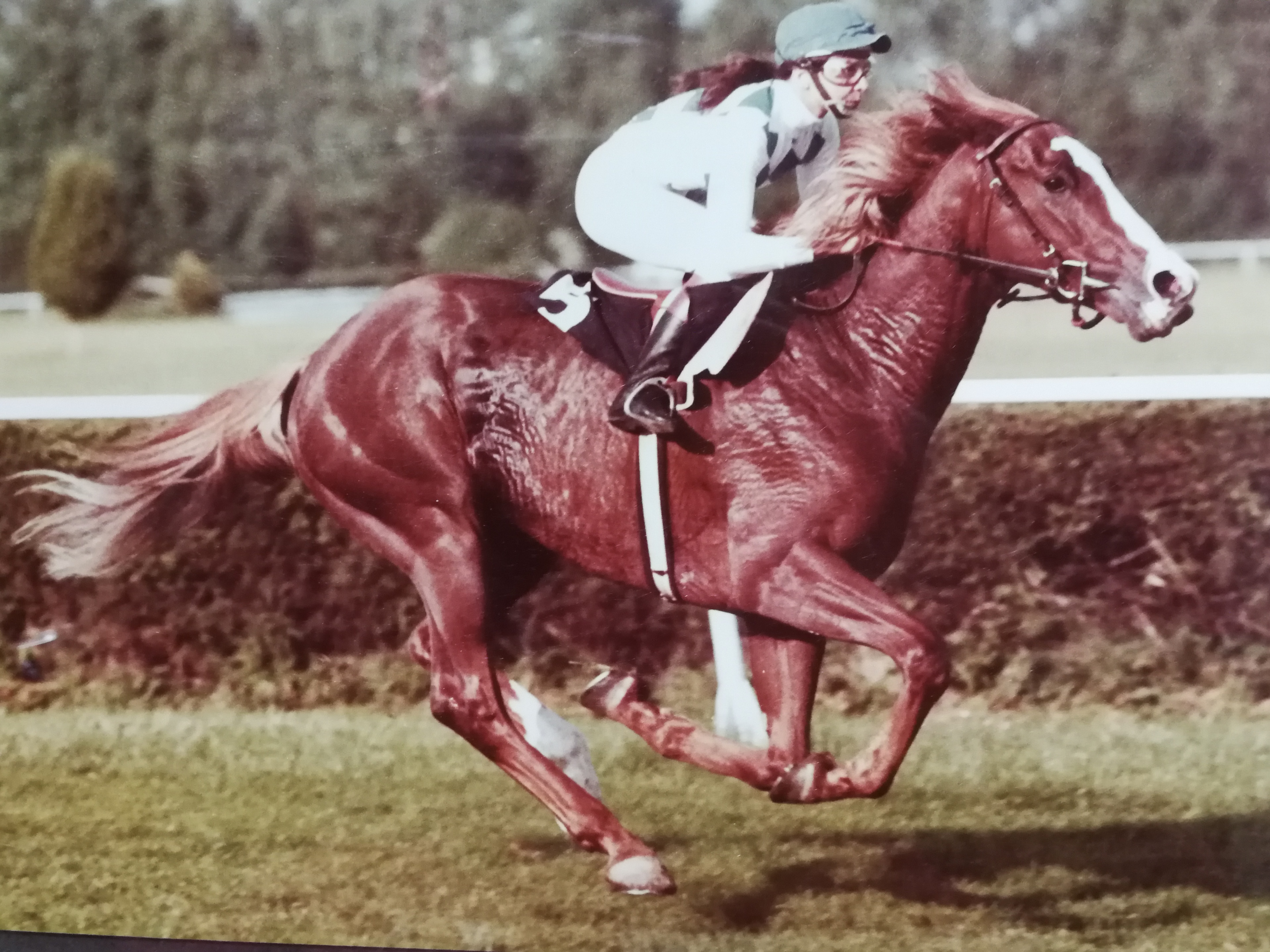

Francesca Pflüger (* 17. Dezember 1958 in München) ist eine ehemalige Amateur-Rennreiterin und die erste Frau, die ein Grand-Prix-Rennen in Deutschland gewinnen konnte.

## Leben
Geboren am 17. Dezember 1958 in München als Tochter des Filmproduzenten Hans Pflüger und seiner Ehefrau der Italienisch-Lehrerin Anna Bernardi. Zweisprachig aufgewachsen in München waren ihre ersten Sprachen Italienisch und Deutsch. Sie besuchte zunächst das Max-Gymnasium und später das Theresien-Gymnasium München und machte dort im Jahre 1979 ihr Abitur. Von 1980 bis 1986 studierte sie Medizin an der LMU München und schloss ihr Medizinstudium 1986 mit der Approbation und Promotion ab.
Sie hat einen Sohn, Julian Zettl, aus erster Ehe mit Rudolf Zettl, einem Internisten und Haemato-Onkologen. Seit April 2000 ist sie in zweiter Ehe mit dem Flugzeugbau-Ingenieur Hermann Dillmann-Pflüger verheiratet.
Seit 1989 arbeitet Pflüger in ihrer eigenen Praxis, welche sie 1991 von München nach Ottobrunn verlegte.
Zwischen 2005 und 2015 betreute sie als Teamärztin verschiedene Teams im American Football, darunter die Munich Cowboys und die München Rangers.

## Laufbahn als Amateur-Rennreiterin
Ihr Debüt auf der Galopprennbahn gab sie im Jahre 1978 für den Rennstall von Anneliese Seitz unter Trainer Herbert Block. 1979 wechselte sie zu Stall Campione mit Besitzer-Trainer Eduard Kaltenecker, was sich für beide als Glücksgriff herausstellen sollte. Am 16. September 1979 gewann sie mit Jabo als erste Frau überhaupt ein Grand-Prix-Rennen, den ‘Großen Preis der Bayerischen Wirtschaft‘. Kurz zuvor, am 28. August 1979, wurde sie beim Großen Preis von Baden, dem ‘Union-Klub-Pokal‘ in einem denkwürdigen Rennen nur von Papi's Boy unter Horst Horwart, dem deutschen Jockey Champion von 1964, geschlagen.
Im Jahre 1980 brach sie sich im Training die Schulter und konnte nur wenige Rennen bestreiten. Darunter allerdings der Große Preis von Baden, an dem sie nach einigem Wirbel als erste Frau überhaupt teilnehmen durfte.
In den Jahren danach wurde sie immer wieder gerne im In- und Ausland als Jockey gebucht. Sie nahm 1981 mit Jabo am Großen Preis in Rom teil. Am 4. April 1982 gelang ihr in München-Riem ein Hattrick, ein Triplette aus drei Siegen an einem Tag u. a. ein Ausgleich-2 Rennen auf Wilder Kaiser. Sie beendete ihre Karriere als Rennreiterin bereits im Jahre 1984 um sich voll auf das Medizinstudium zu konzentrieren. In dieser kurzen Zeit setzte sie sich trotz vieler Anfeindungen der männlichen Jockeys und vieler Offizieller – u. a. der Lex Pflüger – immer wieder durch und kam am Ende auf 30 Siege und zahlreiche „Platzierungen im Geld“.
Im Jahr 1996 erfolgte ein kurzes Comeback mit dem einzigen Ziel mit Sajabo, dem Sohn ihres Erfolgspferdes Jabo, dessen erstes Ausgleichsrennen zu gewinnen. Tatsächlich errang sie mit Sajabo den Sieg im Monasia-Rennen am 28. September 1996. Anschließend erklärte sie nach 31 Siegen ihren endgültigen Rückzug vom Pferderennsport.

## Siege
| Sieg | Datum      | Rennbahn                 | Pferd            | Rennen                                  | Distanz | Kategorie       | Bemerkung                                                        |
| ---- | ---------- | ------------------------ | ---------------- | --------------------------------------- | ------- | --------------- | ---------------------------------------------------------------- |
| 1    | 03.06.1979 | Galopprennbahn Frankfurt | Fleur de Laurier | Theodor von Schmidt-Pauli Rennen        | 1.600 m |                 | Erster Sieg im 10. Rennen mit Kopfvorteil (Zielfoto) vor Seewind |
| 2    | 10.06.1979 | München-Riem             | Jabo             | Manjana Rennen                          | 2.200 m |                 | vor Hondo unter Joan Pall                                        |
| 3    | 08.07.1979 | München-Riem             | Fleur de Laurier | Preis der Dallmayr Boutique             | 1.700 m |                 | vor Rosenobel unter Anneliese Seitz                              |
| 4    | 29.07.1979 | München-Riem             | Bon              | Merab Rennen                            | 2.300 m |                 |                                                                  |
| 5    | 29.07.1979 | München-Riem             | Jabo             | Marzellina Rennen                       | 2.400 m |                 |                                                                  |
| 6    | 12.08.1979 | München-Riem             | Fleur de Laurier | Rosinante Rennen                        | 1.700 m |                 | Amazonen Rennen                                                  |
| 7    | 28.08.1979 | Baden-Baden Iffezheim    | Neptun           | Preis von Sandweier                     | 1.400 m |                 | vor Zita unter Lutz Mäder                                        |
| 8    | 16.09.1979 | München-Riem             | Nascher          | Textil Preis                            | 1.400 m |                 |                                                                  |
| 9    | 16.09.1979 | München-Riem             | Jabo             | Großer Preis der Bayerischen Wirtschaft | 2.200 m | Ausgleich I     | [ 8 ] [ 9 ] [ 10 ] [ 11 ]                                        |
| 10   | 13.10.1979 | München-Riem             | Neptun           | Itahue Rennen                           | 1.500 m | Ausgleich IV    | [ 12 ]                                                           |
| 11   | 21.10.1979 | Hannover-Langenhagen     | Almsee           | Goldenes Armband von Hannover           | 1.600 m |                 | vor Bajazzo unter Monika Blasczyk und Adoxa unter Verena Gang    |
| 12   | 21.11.1979 | Frankfurt                | Neptun           | Preis vom Zoologischen Garten           | 1.350 m | Ausgleich IV    |                                                                  |
| 13   | 28.03.1981 | München-Riem             | Neptun           | Schlüsselblumen Preis                   | 1.500 m | Ausgleich IV    |                                                                  |
| 14   | 13.06.1981 | München-Riem             | Bon              | Preis vom Stachus                       | 2.400 m | Ausgleich IV    |                                                                  |
| 15   | 13.06.1981 | München-Riem             | Nascher          | Preis vom Goetheplatz                   | 1.700 m | Ausgleich IV    |                                                                  |
| 16   | 18.07.1981 | München-Riem             | Jabo             | Konrad werner Wille Memorial            | 2.400 m | Allg. Ausgleich |                                                                  |
| 17   | 09.08.1981 | München-Riem             | Nascher          | Elviro Rennen                           | 1.700 m | Ausgleich IV    |                                                                  |
| 18   | 20.09.1981 | München-Riem             | Nascher          | Preis von Grünwald                      | 1.600 m | Ausgleich IV    |                                                                  |
| 19   | 28.03.1982 | München-Riem             | Nascher          | Schlüsselblumen Preis                   | 1.400 m | Ausgleich IV    |                                                                  |
| 20   | 04.04.1982 | München-Riem             | Lua Vindu        | Reseda Preis                            | 2.200 m |                 | 1. Sieg zur Triplette – vor Traumtänzer                          |
| 21   | 04.04.1982 | München-Riem             | Wilder Kaiser    | Alpenveilchen Preis                     | 2.100 m | Ausgleich II    | 2. Sieg zur Triplette – 5 Längen vor Akim                        |
| 22   | 04.04.1982 | München-Riem             | Bon              | Mimosen Preis                           | 1.600 m | Ausgleich IV    | 3. Sieg zur Triplette – vor Wereina                              |
| 23   | 06.06.1982 | Baden-Baden Iffezheim    | El Paso          | Preis von Kniehans                      | 2.200 m |                 |                                                                  |
| 24   | 12.09.1982 | München-Riem             | Schwarzwald      | Antwort Rennen                          | 2.200 m |                 |                                                                  |
| 25   | 28.11.1982 | Rennbahn Neuss           | Oststern         | Perlenkette Endlauf                     | 2.100 m |                 |                                                                  |
| 26   | 06.03.1983 | München-Riem             | Jabo             | Preis von Bartenstein                   | 1.600 m |                 | [ 14 ]                                                           |
| 27   | 05.06.1983 | München-Riem             | Siperta          | Natus Rennen                            | 2.200 m |                 | Amateurrennen für Amazonen                                       |
| 28   | 06.11.1983 | München-Riem             | Jabo             | Preis von Bartenstein                   | 1.600 m |                 |                                                                  |
| 29   | 13.11.1983 | München-Riem             | Jabo             | Skeleton Rennen                         | 2.200 m |                 | Amateur Rennen                                                   |
| 30   | 14.10.1984 | München-Riem             | Nascher          | Preis des automag Versicherungsdienstes | 1.600 m | Ausgleich IV    | 30. Sieg vor Botschaft                                           |
| 31   | 28.09.1996 | München-Riem             | Sajabo           | Monasia Rennen 2. Abt.                  | 1.400 m | Ausgleich IV    | Jabo stellt seinen ersten Sieger                                 |

## Weitere Erfolge
| Land        | Datum      | Rennbahn                   | Pferd          | Rennen                     | Distanz | Kategorie   | Bemerkung                                                                                             |
| ----------- | ---------- | -------------------------- | -------------- | -------------------------- | ------- | ----------- | --- |
| Deutschland | 28.08.1979 | Baden-Baden Iffezheim      | Jabo           | Union-Klub Pokal           | 3.200 m | Ausgleich I | 2. Platz hinter Papi's Boy unter Horst Horwart                                                        |
| Schweiz     | 28.10.1979 | Zürich-Dielsdorf           | Guichot        | Annabelle / Elle-Modepreis | 2.500 m | Kat. II     | 2. Platz                                                                                              |
| Malta       | 16.02.1980 | Malta                      | Annalee's Star | Champion of Champions      | 1.400 m |             | 2. Internationales Amazonentreffen (Einladungsrennen), 4. Platz, Pferde wurden zugelost (Bänderstart) |
| Italien     | 15.11.1981 | Ippodromo delle Capannelle | Jabo           | Premio Roma                | 2.800 m | Gruppe I    | Großer Preis von Rom                                                                                  |

## Pferde

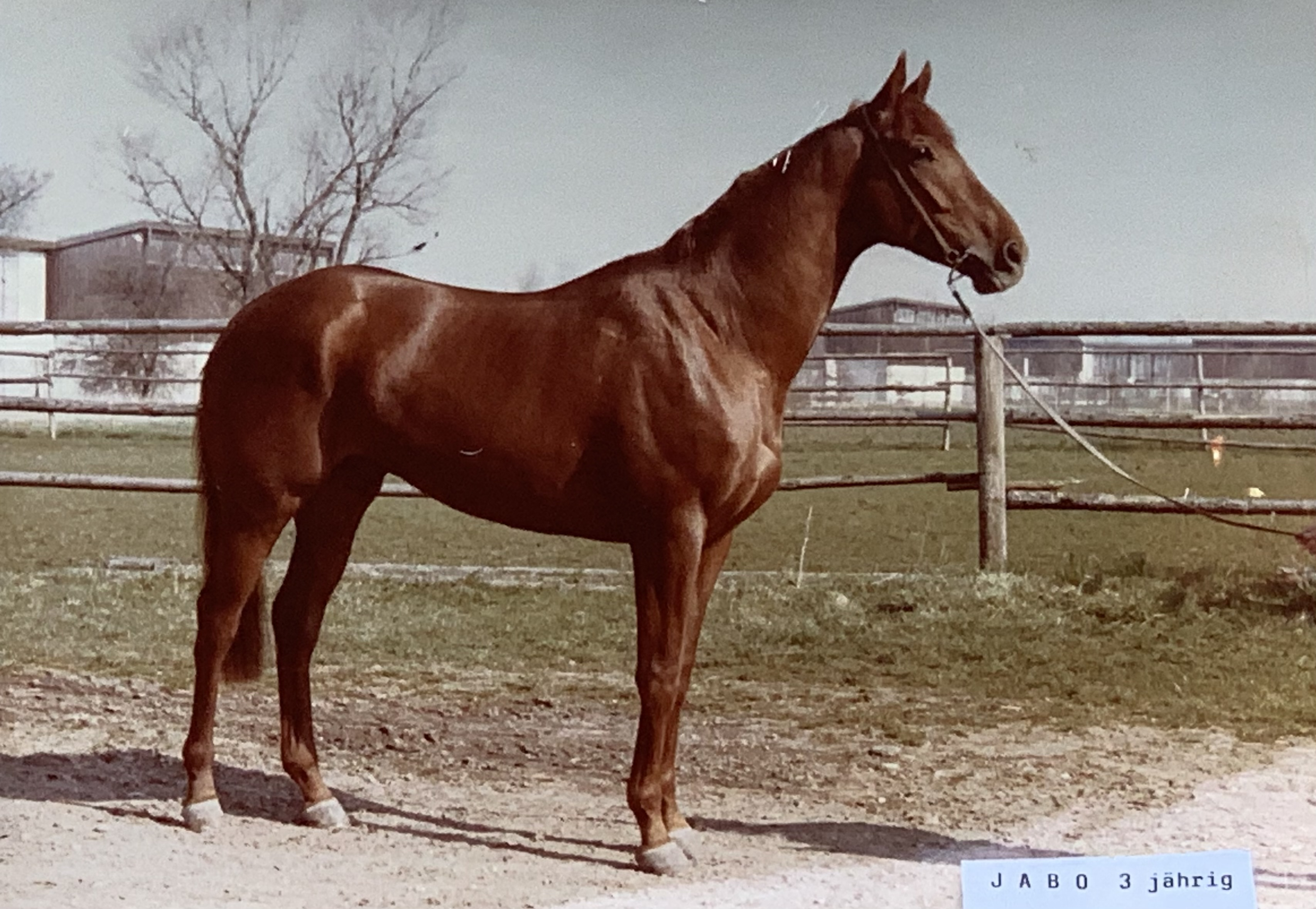

- Jabo (* 10. März 1975), Fuchs-Hengst, Englisches Vollblut, von Amboss aus der Jeanne d'Arc[17], gezogen im Gestüt Buschhof, Gewinnsumme: 94.198 DM, 7 Siege unter Francesca Pflüger, größter Erfolg: Grand-Prix Sieg im Preis der Bayerischen Wirtschaft am 16. September 1979. Francesca Pflüger kaufte ihren erklärten Lieblingshengst später und behielt ihn bis zum Schluss. Jabo starb im Alter von 23 Jahren.